# Contea di Bass Coast
La contea di Bass Coast è una local government area che si trova nello Stato di Victoria. Ai estende su una superficie di 859 chilometri quadrati e ha una popolazione di 29.614 abitanti. La sede del consiglio si trova a Wonthaggi.

## Geografia antropica

### Suddivisioni amministrative
Nella contea sono presenti le seguenti località:
Almurta, Anderson, Archies, Creek, Bass, Corinella, Coronet, Bay Cowes, Dalyston, Glen Alvie, Glen Forbes, Grantville, Gurdies, Inverloch, Jam, Jerrup, Kernot, Kilcunda, Kongwak, Krowera, Lance Creek, Pioneer Bay, Pound Creek, Ryanston, San Remo, Tenby Point, Wattle Bank, West Creek, Woodleigh, Woolamai, Wonthaggi, Cape Paterson, Harmers, Haven North, Wonthaggi, South Dudley, Phillip Island, Cape Woolamai, Cowes, Newhaven, Rhyll, San Remo, Silverleaves, Summerlands, Smiths Beach, Sunderland Bay, Sunset Strip, Ventnor, Wimbledon Heights.